# Tococa oligantha
Tococa oligantha är en tvåhjärtbladig växtart som beskrevs av Henry Allan Gleason. Tococa oligantha ingår i släktet Tococa och familjen Melastomataceae. Inga underarter finns listade i Catalogue of Life.